# Severska nesreća
Severska nesreća je ime za jednu od najozbiljnijih nesreća s atomskim materijalom. Zbila se u Sibirskom kemijskom kombinatu u Seversku, u Rusiji, 6. travnja 1993. godine., kada je spremnik koji je sadržavao visoko radioaktivnu soluciju eksplodirao.
To se dogodilo u kompleksu za reobradu uranija i plutonija, kad ga se čistilo dušičnom kiselinom. Tad se je oslobodio oblak radioaktivna plina. Časopis Time je tu eksploziju svrstao među deset najvećih atomskih nesreća (po međunarodnoj ljestvici nuklearnih događaja, bila je razine 4).